# Kanjers (EO)
Kanjers is een televisieprogramma van de Evangelische Omroep, dat wordt uitgezonden op Nederland 1. In het programma begeleidt orthopedagoog Marloes Ambagtsheer een gezin waarin de situatie omtrent de puber uit de hand dreigt te lopen. Het programma is een soort vervolg op het programma Schatjes, dat gezinnen volgt met lastige kinderen van een jongere leeftijdscategorie.